# Сергей Галанин
Сергей Юриевич Галанин (16 ноември 1961 г., Москва) е съветски и руски рок музикант, поет, композитор и певец. Вокалист, китарист и основател на групите „СерьоГа“ „Бригадири“ (1989 – 1991) и „Гъливер“ (1983 – 1986). Член на групите „Бригада С“ (1986 – 1989, 1991 – 1993, от 2015 г.) и ВИА „Рядка птица“ (1981 – 1982). Заслужил артист на Чеченската република (2006).

## Биография
Сергей Галанин е роден в работническо семейство. Родителите му имат вкус към музиката, като и двамата свирят на музикални инструменти: бащата на момчето свири на мандолина, а майка му на пиано. След развода им той остава да живее при баща си, но и често отива да види майка си.
В училищните класове той се запознава с музиката на Бийтълс и като други техни почитатели си пуска дълга коса. След училището се записва в технически университет, където се запознава с Евгений Хавтан, с когото свирят по разни купони. По времето, когато се обучава в Липцкото училище се запознава с Гарик Сукачов. Училището вече го няма, но в Задонск има улици наречени на техните имена.

## Дискография

### В състава на група „Гъливер“ (1983 – 1985)
- 1983 – Телефон
- 1983 – Пластилин
- 1984 – Рок-чемодан
- 1985 – Таблетка под язык

### В състава на група „Бригада С“ (1986 – 89, 91 – 94, от 2015)
- 1986 – Ностальгическое танго
- 1988 – Добро пожаловать в запретную зону
- 1992 – Всё это рок-н-ролл
- 1993 – Реки
- 1994 – Я обожаю JAZZ
- 2015 – 246 шагов (песня и концертный клип)

### В състава на група „Бригадири“ (1990 – 1991)
- 1990 – Марш слепых (We are the Brigadiers)
- 1991 – Товарищ Никто

### В състава на група „СерьоГа“ (от 1995)
- 1995 – СерьГа
- 1997 – Дорога в ночь
- 1997 – Долина глаз
- 1998 – Живая коллекция (на живо)
- 2000 – Страна чудес
- 2005 – Ночная дорога в Страну чудес (ремикси)
- 2006 – Нормальный человек
- 2011 – Природа, свобода и любовь
- 2011 – Детское сердце
- 2015 – Чистота
- 2017 – Приметы
- 2021 – Своим чередом
- 2023 – Тебя не сломать

### Кто гост изпълнител
- 2010 – концертен албум и концертно видео на Гарик Сукачов 5:0 в мою пользу. Изпълнил китарните партии
- 2013 – в състава на проекта Нечётный воин. Свири в трети трак на Hallelujah (дует с Настя Полевая)
- 2014 – Мой Высоцкий. Трибут на Владимир Висоцки в изпълнение на Гарик Сукачов. В записите взимат участие Сергей Галанин, Александър Ф. Скляр, Павел Кузин и други.[3]
- 2018 – с група Жужа. Песни и пляски — албум с детски песни песни Медведь-шатун, излязла на винилова плоча и CD.

### Самостоятелно творчество
- 1994 – Собачий вальс
- 2003 – Я такой, как все
- 2021 – Любовь, алкоголь и весна

## Филмография
- 1988 – Дама с попугаем – музыкант на танцовата площадка
- 1988 – Шаг
- 2004 – Повелитель эфира – Сергей Галанин
- 2008 – Красная шапочка – бащата на вълка
- 2010 – Кто я? – Сергей Галанин
- 2010 – История российского шоу-бизнеса (сериал) – Сергей Галанин
- 2014 – Кости (сериал) –  бащата на Полина Николска
- 2016 – Фонограф – Антон Рубинщайн

## Обществена позиция
През 1999 и 2003 г. подкрепя партията Съюз на десните сили на изборите за Държавната Дума на Русия. Участва в концерта „Русия, ти си права!“ на 7 ноември 2003 г., организиран в подкрепа на тази партия.
Той подкрепя и политиката на съвременното руско правителство. По-специално, по време на Евромайдана и анексирането на Крим той заема проруска позиция, за която говори в едно от интервютата си.
През 2022 г. той подкрепя руската инвазия в Украйна, изпълнявайки концертите „За Русия“, организирани в подкрепа на инвазията.
Според международния журналистически проект Kremlin Leaks Галанин е част от „пропагандните екипи“ на руските проправителствени звезди. Тези пропагандни бригади са създадени от името на Сергей Кириенко за изпълнения на турнета в окупираните територии на Украйна с цел „поддържане на морала“ на руския военен персонал по време на руската атака срещу Украйна. Самият проект се контролира от пропагандната структура на ANO Integration, създадена за популяризиране на проправителствени лидери на общественото мнение в медиите.